# لخویلر
لخویلر (به فرانسوی: Lochwiller) یک کمون در فرانسه با جمعیت ۳۸۰ نفر است که در Canton of Marmoutier واقع شده‌است.